# William Alwyn
William Alwyn, nom de naixement William Alwyn Smith CBE (Northampton, 7 de novembre de 1905 - 11 de setembre de 1985), fou un compositor, director d'orquestra i professor de música anglès. Espòs de la també compositora Doreen Carwithen.

## Biografia
Alwyn va néixer a Northampton on des de primerenca edat va mostrar el seu interès per la música i va començar a aprendre el flautí. Als quinze anys va ingressar a la Royal Academy of Music a Londres on va estudiar flauta i composició musical. Va ser un virtuós flautista, treballant durant algun temps com a solista a l'Orquestra Simfònica de Londres. Va treballar a més com a professor de composició des de 1926 a 1955.
William Alwyn té un ampli rang de talents: és un reconegut poliglot, poeta i artista, així com músic.
La seva producció musical ha estat variada, incloent-hi cinc simfonies, quatre òperes, diversos concerts i quartets de corda. També va compondre més de 70 bandes sonores per a pel·lícules, des de 1941 a 1962, incloent-hi títols com Llarga és la nit, Desert Victory, Fires Were Started, The History Of Mr Polly, L'ídol caigut, The Black Tent i El temible burleta. Algunes de les seves partitures s'han perdut, però en anys recents s'han gravat CDs, amb reconstruccions efectuades per Philip Lane a partir de les bandes sonores.
Alwyn pot ser considerat un compositor romàntic tardà, amb un estil que no s'allunya -per exemple- del de William Walton.
Li fascinava la dissonància, i estructurà la seva alternativa pròpia al serialisme dodecafònic, explicada en les notes del programa de la seva Tercera Simfonia (1956): «les dotze notes usades en una forma diferent, de manera tonal. Vuit notes de les dotze possibles són usades al primer moviment, amb les quatre restants (re,Mi,Fa i Fa#) al segon moviment, i les dotze combinades al final.(...) Tot això sona molt complicat, però no crec que tinguin dificultats per escoltar-lo.»
El concert per a arpa i orquestra de cordes Lyra Angelica va ser utilitzat per l'esportista Michelle Kwan en la seva presentació durant les olimpíades d'Hivern de 1998.

## Principals obres
- The Fairy Fiddler, òpera (1922)
- Concert per a piano núm. 1 (1930)
- Tragic interlude per a 2 corns, timbales i orquestra de cordes. (1936)
- Concert per a violí. (1938)
- Pastoral fantasia per a viola i orquestra de cordes. (1939)
- Concerto grosso núm. 1 a Sib major (1943)
- Concert per a oboè, arpa i cordes (1945)
- Simfonia núm. 1 (1949)
- The Magic Island, preludi simfònic (1952)
- Simfonía núm. 2 (1953)
- Autumn legend per a corn anglès i orquestra (1954)
- Lyra angelica, concert per a arpa i orquestra de cordes (1954)
- Farewell Companions, radio òpera (1955)
- Simfonia núm. 3 (1956)
- Elizabethan Dances (1957)
- Simfonia núm. 4 (1959)
- Derbi Day, obertura (1960)
- Concerto grosso núm. 3 (1964)
- Sinfonietta per a cordes (1970)
- Juan, or The Libertine, òpera (1971)
- Simfonia núm. 5 'Hydriotaphia' (1973)
- Miss Julie, òpera (1977)